# Герб Донецкой Народной Республики
Госуда́рственный герб Доне́цкой Наро́дной Респу́блики — один из официальных государственных символов подконтрольной России Донецкой Народной Республики наряду с флагом и гимном.

## Описание
Герб Донецкой Народной Республики представляет собой серебряного двуглавого орла, поднявшего вверх распущенные крылья. На груди орла — в червлёном щите Святой Архистратиг Михаил в серебряном одеянии и вооружении, с золотым мечом и серебряным окаймлённым щитом с серебряным православным крестом. Особенностью герба ДНР является то, что лапы у орла отсутствуют, клювы закрыты, а Архистратиг Михаил изображается с бородой.
Первоначальное изображение щитка на груди орла полностью повторяло проект герба Киева, разработанного киевским художником и геральдистом Алексеем Руденко в 2009 году.
В государственных учреждениях на территории ДНР герб часто можно увидеть вписанным во французский щит, аналогично гербу России.